# Farid Handal
Farid Handal (* 1936 in Usulután; † 1994 in Havanna) war 1966 bis 1967 Vorsitzender der Partido de Acción Renovadora (PAR) in El Salvador.

## Biografie
Seine Eltern waren Yamile (Erlinda) und Giries Abdallah Hándal Nassar oder kurz Jorge, seine Geschwister waren Miriam, Elizabeth, José Orlando, Antonio und Schafik Handal.
Die Handal Familie beutete in La Union in Ost El Salvador die ergiebigste Salzmine aus. Die Hándals waren aus der katholischen Gemeinde in Bethlehem im Osmanischen Reich ausgewandert. Ein Großonkel, Elías Hándal gründete in Usulután 1913 den Eisenwaren- und Baustoffhandel, Hándal & sobrinos.
1964 war Farid auf der internationalen Kaderschule in der UdSSR.
Farid kam 1967 nach Berlin, Gemeinde in El Salvador, Departement Usulután, welches durch die Militärpartei Partido de Conciliación Nacional dominiert wurde. In diesem Berlín war Luciano Zacapa der Gründer der dortigen Todesschwadron. Farid hatte einen Marmorhandel am Ortseingang von Usulután.
1970 wurde seine Bürgermeisterkandidatur für die Ciudad de Usulután für die Unión Democrática Nacionalista (UDN) zurückgewiesen, weil seine salvadorenische Staatsbürgerschaft nicht anerkannt wurde.
1974 stellte ihn die UDN wieder als Bürgermeisterkandidaten für Usulután auf. Farid wurde mehrheitlich gewählt, das Bürgermeisteramt wurde ihm aber durch einen großangelegten Wahlbetrug, zu welchem gehörte, dass einige Wahlurnen verloren gingen, verwehrt. Ab 1980 hatte Farid bei der FMLN diplomatische Aufgaben.